# Juselius Mausoleum
Het Juselius Mausoleum (Fins: Juseliuksen mausoleumi) is een neogotisch mausoleum in de Finse plaats Pori en tevens het enige mausoleum in Finland. Het mausoleum staat op de in 1884 geopende Käpärä Begraafplaats. Beide zijn aangewezen als Cultureel Erfgoed.
De bouw van het Juselius Mausoleum begon in 1901 en werd afgerond in 1903. Het mausoleum is gebouwd voor Sigrid Julius, dochter van zakenman Fritz Arthur Jusélius, die op 11-jarige leeftijd overleed door tuberculose. Na zijn overlijden is ook Fritz Jusélius zelf in het door Josef Stenbäck ontworpen  mausoleum bijgeplaatst.

## Exterieur
Aan de voorzijde heeft het mausoleum een portaal in de vorm van een spitsboog. Achter het portaal een portiek onder een zadeldak. De deur van het mausoleum is gemaakt van brons en is door de Finse beeldhouwer Alpo Sailo vervaardigd. De ramen rondom zijn uitgevoerd als spitsboogvensters met cirkeltracering
Op de punt van het portiekdak en op de punten rondom het mausoleum zijn pironnen aangebracht. Op het dak van het centrale deel staat een naaldspits.

## Interieur
De fresco's zijn gemaakt door de schilder Akseli Gallen-Kallela, die kort voor het werk zijn eigen dochter was verloren.
De volgende fresco's zijn aangebracht:
- Kevät (Lente)
- Rakennus (Gebouw)
- Tuonelan joella (Bij de rivier de  Tuonela)
- Hävitys (Verwoesting)
- Talvi (Winter)
- Syksy (Herfst)

De fresco's werden in 1931 door een brand verwoest en door Jorma, de zoon van Gallen-Kallela, gerestaureerd. De restauratie duurde van 1933 tot 1939, waarna het mausoleum in 1944 werd heropend voor publiek.
De sarcofaag waarin Sigrid staat in de kelder van het mausoleum, maar is vanaf de begane grond zichtbaar. De sarcofaag is gemaakt van wit Italiaans marmer en is ontworpen door Jarl Eklund.
De fresco's in de vestibule zijn door Pekka Halonen geschilderd, deze zijn na de brand echter nooit hersteld.

## Foto's

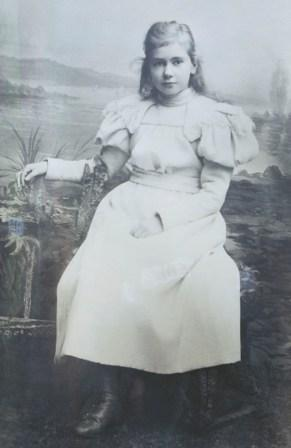
Sigrid Juselius (1887-1898)
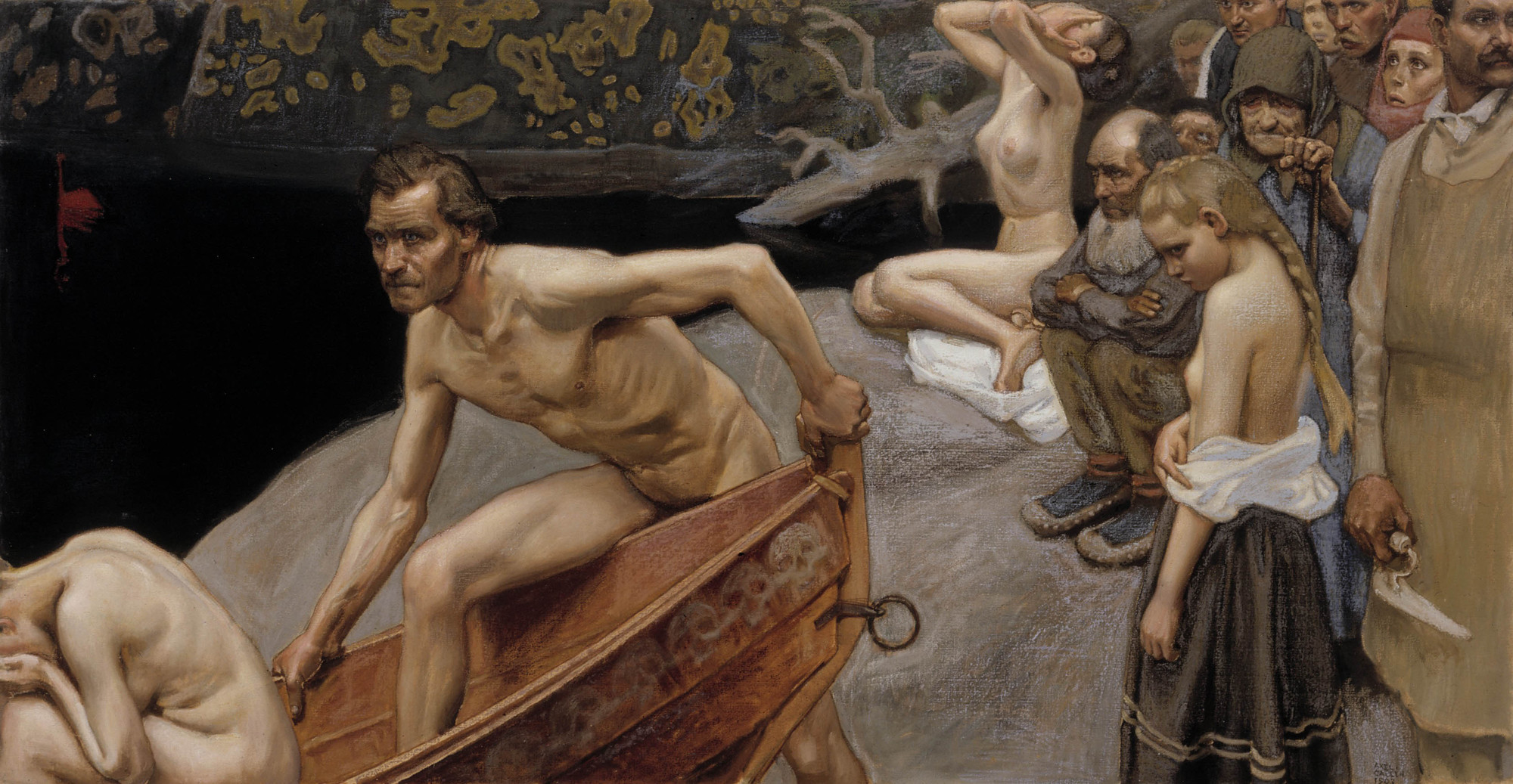
Studie van het fresco "Bij de rivier van Tuonela" (1903)
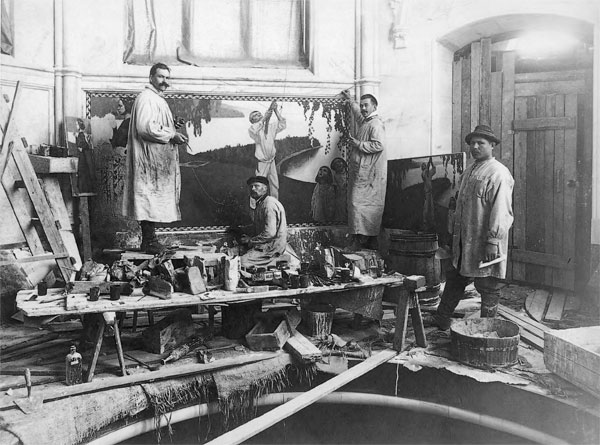
Akseli Gallen-Kallela (links) maakt een fresco